# Sianno
Sianno – wieś w Polsce położona w województwie mazowieckim, w powiecie sochaczewskim, w gminie Brochów.
Wieś wchodzi w skład sołectwa Bieliny, Sianno.
| SIMC    | Nazwa     | Rodzaj                          |
| ------- | --------- | ------------------------------- |
| 1056793 | Elżbietów | część wsi                       |
| 1056818 | Jakubówka | część wsi (zniesiona w 2023 r.) |
| 1056847 | Karczonek | część wsi                       |
| 1057350 | Sękiel    | część wsi                       |

W latach 1975–1998 miejscowość należała administracyjnie do województwa warszawskiego.